# Izpegipas
De Izpegipas (Frans: col d'Ispéguy) is een bergpas in de westelijke Pyreneeën op de grens tussen Frankrijk en Spanje. De pas verbindt de vallei van de Baigorri in het oosten met die van de Baztan (Bidasoa) in het westen. De pas is relatief laag. In oostelijke richting is dit de laatste pas lager dan 700 meter vóór de Col du Perthus, honderden kilometers oostelijker aan de andere zijde van de Pyreneeën. De pas heeft geen belangrijke verkeerskundige functie. Internationaal en regionaal verkeer maakt gebruik van lage Kurlekupas (103 m) bij Hendaye of gebruikt de hogere Puerto de Ibañeta (1057 m).